# Tomasz Kłos
Tomasz Kłos (Zgierz, Polonia, 7 de marzo de 1973) es un exfutbolista polaco, se desempeñaba como defensa. Con la selección de fútbol de Polonia jugó hasta 69 partidos y disputó un Mundial.

## Clubes
| Club                 | País     | Año         | Partidos | Goles |
| ŁKS Łódź             | Polonia  | 1995 - 1998 | 94       | 20    |
| AJ Auxerre           | Francia  | 1998 - 2000 | 60       | 4     |
| 1. FC Kaiserslautern | Alemania | 2001 - 2003 | 51       | 5     |
| 1. FC Colonia        | Alemania | 2003        | 6        | 0     |
| Wisła Kraków         | Polonia  | 2004 - 2006 | 67       | 5     |
| ŁKS Łódź             | Polonia  | 2007 - 2008 | 39       | 2     |

- Datos: Q972461
- Multimedia: Tomasz Kłos / Q972461